# Egoísmo racional
El egoísmo racional es la tesis de que la búsqueda del propio interés es siempre racional. Es un punto de vista normativo del egoísmo. Sin embargo, es diferente de otras formas de egoísmo, como el egoísmo ético  o el egoísmo psicológico. Mientras que el egoísmo psicológico es acerca de la motivación y el egoísmo ético acerca de la moralidad, el egoísmo racional es un punto de vista acerca de la racionalidad. Ayn Rand es bien conocida por apoyar lo que ella llama «egoísmo racional». Esto, sin embargo, se aparta un poco del uso normal. En la terminología estándar, la opinión de Rand es una teoría normativa conjunta tanto de egoísmo ético como de egoísmo racional.

## Ciencia social
El egoísmo racional es el estándar de comportamiento postulado por la economía neoclásica y la teoría de la elección racional en ciencia política. La hipótesis económica racional del egoísmo a menudo se refiere en términos del modelo implícito de la persona, el homo economicus, un término que ha sido utilizado al menos desde Pareto (1906). 
En ambos campos, el postulado ha sido criticado y defendido por una serie de motivos empíricos y filosóficos. Por ejemplo, en ciencias políticas, la asunción del egoísmo racional da lugar a la paradoja de la votación: dada la baja probabilidad de ser decisivo, en relación con el beneficio personal de un cambio en el resultado, la votación en las elecciones no es racional a menos que el número de electores sea muy pequeño.

## Objetivismo
El egoísmo racional es la base de la ética objetivista. El concepto fue creado por Ayn Rand, y propugna como conducta virtuosa el que cada individuo tenga como fin de su vida la satisfacción de sus proyectos racionales, sin violentar los derechos racionales de los demás ni aceptar que se violenten los propios.
Ayn Rand condenaba inequívocamente el egoísmo irracional de entregarse a los propios caprichos irracionales. Llamaba a esta actitud «whim-worshipping» (adoración del capricho), y a sus practicantes les daba el gráfico nombre de «egoístas sin ego».
Ayn Rand tituló a su recopilación de textos sobre ética The Virtue of Selfishness (La Virtud del Egoísmo). 	
A continuación se muestra algunas citas de Ayn Rand sobre el egoísmo para comprender mejor su punto de vista:

El hombre, —cada hombre—, es un fin en sí mismo, no el medio para los fines de otros. Debe existir por sí mismo y para sí mismo, sin sacrificarse por los demás ni sacrificando a otros. La búsqueda de su propio interés racional y su felicidad es el más alto propósito moral de su vida.

Y aquí, en el portal de mi fortaleza, grabaré en piedra la palabra que ha de ser nuestra antorcha y nuestra bandera. La palabra que nos hablará de nuestra bendición y de nuestro valor. La palabra que no morirá, aunque pereciéremos todos en la lucha. La palabra que no puede morir sobre esta tierra, porque es su corazón, su espíritu y su gloria. La palabra sagrada: "YO".
¡Vivir! (Anthem)

Para saber decir "Yo  te quiero" primero hay que saber decir "YO".

Tan sólo existe una forma de depravación humana: carecer de metas.

La ética objetivista considera que el altruismo es un vicio, ya que condena a todos los hombres a satisfacer las necesidades de los demás, nunca las propias. Ayn Rand comentó que esta situación era como un intercambio obligatorio de regalos de Navidad que en realidad nadie quiere. Para el objetivismo, además, el altruismo coherente siempre termina en colectivismo, ya que, para el altruista, el egoísta racional es un delincuente moral, que ha de ser castigado por la sociedad.